# Boston Celtics 2011-2012
La stagione 2011-12 dei Boston Celtics fu la 66ª nella NBA per la franchigia.
I Boston Celtics vinsero la Atlantic Division della Eastern Conference con un record di 39-27. Nei play-off vinsero il primo turno con i Atlanta Hawks (4-2), la semifinale di conference con i Philadelphia 76ers (4-3) e perdendo poi la finale di conference con i Miami Heat (4-3).

## Scelta Draft
| Scelta | Chiamata | Giocatore                                      | Ruolo             | Nazionalità | College/Club Team |
| ------ | -------- | ---------------------------------------------- | ----------------- | ----------- | ----------------- |
| 1      | 27       | JaJuan Johnson (scambiato dai New Jersey Nets) | Ala grande        | Stati Uniti | Purdue            |
| 2      | 55       | E'Twaun Moore                                  | Guardia tiratrice | Stati Uniti | Purdue            |

## Roster
| N° | Naz.                   | Ruolo | Sportivo            | Anno | Alt. | Peso \|\| |  |
| -- | ---------------------- | ----- | ------------------- | ---- | ---- | --------- |  |
| 0  | Stati Uniti (bandiera) | G     | Avery Bradley       | 1990 | 191  | 82        |  |
| 4  | Stati Uniti (bandiera) | G     | Marquis Daniels     | 1981 | 198  | 91        |  |
| 5  | Stati Uniti (bandiera) | A     | Kevin Garnett       | 1976 | 211  | 115       |  |
| 7  | Stati Uniti (bandiera) | AC    | Jermaine O'Neal     | 1978 | 211  | 103       |  |
| 9  | Stati Uniti (bandiera) | G     | Rajon Rondo         | 1986 | 185  | 78        |  |
| 11 | Serbia (bandiera)      | A     | Aleksandar Pavlović | 1983 | 201  | 108       |  |
| 12 | Stati Uniti (bandiera) | AC    | JaJuan Johnson      | 1989 | 208  | 98        |  |
| 20 | Stati Uniti (bandiera) | G     | Ray Allen           | 1975 | 196  | 93        |  |
| 28 | Francia (bandiera)     | G     | Mickaël Piétrus     | 1982 | 198  | 98        |  |
| 30 | Stati Uniti (bandiera) | AG    | Brandon Bass        | 1985 | 203  | 109       |  |
| 34 | Stati Uniti (bandiera) | A     | Paul Pierce         | 1977 | 201  | 104       |  |
| 44 | Stati Uniti (bandiera) | A     | Chris Wilcox        | 1982 | 208  | 100       |  |
| 50 | Stati Uniti (bandiera) | C     | Ryan Hollins        | 1984 | 213  | 104       |  |
| 51 | Stati Uniti (bandiera) | G     | Keyon Dooling       | 1980 | 191  | 88        |  |
| 54 | Stati Uniti (bandiera) | C     | Greg Stiemsma       | 1985 | 211  | 118       |  |
| 55 | Stati Uniti (bandiera) | G     | E'Twaun Moore       | 1989 | 193  | 83        |  |
| 56 | Stati Uniti (bandiera) | AG    | Sean Williams       | 1986 | 208  | 107       |  |

### Staff tecnico
- Allenatore: Doc Rivers
- Vice-allenatori: Armond Hill, Kevin Eastman, Mike Longabardi, Tyronn Lue, Jamie Young
- Preparatore fisico: Bryan Doo
- Preparatore atletico: Ed Lacerte

## Stagione regolare

### Atlantic Division
|    | Classifica          | V  | P  | %    | GB | Casa  | Div |
| -- | ------------------- | -- | -- | ---- | -- | ----- | --- |
| 1. | Boston Celtics4     | 39 | 27 | 59,1 | -  | 24-9  | 8-6 |
| 2. | N.Y. Knicks7        | 36 | 30 | 54,5 | 3  | 22-11 | 8-6 |
| 3. | Philadelphia 76ers8 | 35 | 31 | 53   | 4  | 19-14 | 7-6 |
| 4. | Toronto Raptors     | 23 | 43 | 34,8 | 16 | 13-20 | 7-8 |
| 5. | N.J. Nets           | 22 | 44 | 33,3 | 17 | 9-24  | 5-9 |

### Classifica finale Eastern Conference
|     | Classifica          | V  | P  | %    | GB |
| --- | ------------------- | -- | -- | ---- | -- |
| 1.  | Chicago Bulls       | 50 | 16 | 75,8 | -  |
| 2.  | Miami Heat          | 46 | 20 | 69,7 | 4  |
| 3.  | Indiana Pacers      | 42 | 24 | 63,6 | 8  |
| 4.  | Boston Celtics      | 39 | 27 | 59,1 | 11 |
| 5.  | Atlanta Hawks       | 40 | 26 | 60,6 | 10 |
| 6.  | Orlando Magic       | 37 | 29 | 56,1 | 13 |
| 7.  | N.Y. Knicks         | 36 | 30 | 54,5 | 14 |
| 8.  | Philadelphia 76ers  | 35 | 31 | 53   | 15 |
| 9.  | Milwaukee Bucks     | 31 | 35 | 47,0 | 19 |
| 10. | Detroit Pistons     | 25 | 41 | 37,9 | 25 |
| 11. | Toronto Raptors     | 23 | 43 | 34,8 | 27 |
| 12. | N.J. Nets           | 22 | 44 | 33,3 | 28 |
| 13. | Cleveland Cavaliers | 21 | 45 | 31,8 | 29 |
| 14. | Wash. Wizards       | 20 | 46 | 30,3 | 30 |
| 15. | Charlotte Bobcats   | 7  | 59 | 10,6 | 43 |

## Play-off 2012

### 1º turno: Atlanta
| Arbitri: | Mike Callahan John Goble Marc Davis |

|              |          |                   |
| Smith 22     | Punti    | 20 Garnett, Rondo |
| J. Johnson 5 | Assist   | 11 Rondo          |
| Smith 18     | Rimbalzi | 12 Garnett        |

| Arbitri: | Scott Foster Ed Malloy Scott Wall |

|                     |          |           |
| J. Johnson 22       | Punti    | 36 Pierce |
| J. Johnson, Smith 5 | Assist   | 5 Garnett |
| Smith 12            | Rimbalzi | 14 Pierce |

| Arbitri: | Monty McCutchen Ron Garretson Zach Zarba |

|           |          |               |
| Pierce 21 | Punti    | 29 J. Johnson |
| Rondo 12  | Assist   | 6 Teague      |
| Rondo 14  | Rimbalzi | 11 Williams   |

| Arbitri: | Joey Crawford Tony Brothers Pat Fraher |

|                        |          |          |
| Pierce 24              | Punti    | 15 Smith |
| Rondo 16               | Assist   | 5 Smith  |
| Allen, Bass, Garnett 5 | Rimbalzi | 13 Smith |

| Arbitri: | Dan Crawford David Jones Tom Washington |

|            |          |                    |
| Horford 19 | Punti    | 16 Garnett, Pierce |
| Smith 6    | Assist   | 12 Rondo           |
| Smith 16   | Rimbalzi | 7 Bass, Garnett    |

| Arbitri: | Derrick Stafford Eric Lewis Bill Kennedy |

|            |          |                  |
| Garnett 28 | Punti    | 18 Smith         |
| Rondo 8    | Assist   | 6 Teague         |
| Garnett 14 | Rimbalzi | 9 Horford, Smith |

### Semifinali di Conference: Philadelphia
| Arbitri: | Greg Willard James Capers David Jones |

|            |          |             |
| Garnett 29 | Punti    | 19 Iguodala |
| Rondo 17   | Assist   | 6 Iguodala  |
| Rondo 12   | Rimbalzi | 10 Turner   |

| Arbitri: | Dan Crawford Jason Phillips Michael Smith |

|            |          |            |
| Allen 17   | Punti    | 18 Holiday |
| Rondo 13   | Assist   | 7 Iguodala |
| Garnett 12 | Rimbalzi | 10 Hawes   |

| Arbitri: | Derrick Stafford Mike Callahan Eric Lewis |

|           |          |            |
| Young 22  | Punti    | 27 Garnett |
| Holiday 9 | Assist   | 14 Rondo   |
| Turner 8  | Rimbalzi | 13 Garnett |

| Arbitri: | Scott Foster Bill Kennedy Bill Spooner |

|                     |          |            |
| Iguodala, Turner 16 | Punti    | 24 Pierce  |
| Williams 8          | Assist   | 15 Rondo   |
| Allen 10            | Rimbalzi | 11 Garnett |

| Arbitri: | Ken Mauer Ed Malloy Rodney Mott |

|                 |          |           |
| Bass 27         | Punti    | 19 Brand  |
| Rondo 14        | Assist   | 7 Holiday |
| Bass, Garnett 6 | Rimbalzi | 7 Turner  |

| Arbitri: | Joey Crawford James Capers Ron Garretson |

|                     |          |            |
| Holiday 20          | Punti    | 24 Pierce  |
| Holiday, Williams 6 | Assist   | 6 Rondo    |
| Brand 10            | Rimbalzi | 11 Garnett |

| Arbitri: | Monty McCutchen Tony Brothers Mike Callahan |

|                   |          |             |
| Garnett, Rondo 18 | Punti    | 18 Iguodala |
| Rondo 10          | Assist   | 9 Holiday   |
| Garnett 13        | Rimbalzi | 10 Young    |

### Finali di Conference: Miami
| Arbitri: | Dan Crawford Ed Malloy Jason Phillips |

|          |          |            |
| James 32 | Punti    | 23 Garnett |
| Wade 7   | Assist   | 7 Rondo    |
| James 13 | Rimbalzi | 10 Garnett |

| Arbitri: | James Capers Ken Mauer Tom Washington |

|           |          |          |
| James 34  | Punti    | 44 Rondo |
| James 7   | Assist   | 10 Rondo |
| Haslem 11 | Rimbalzi | 10 Bass  |

| Arbitri: | Mike Callahan Scott Foster Rodney Mott |

|            |          |            |
| Garnett 24 | Punti    | 34 James   |
| Rondo 10   | Assist   | 6 Chalmers |
| Garnett 11 | Rimbalzi | 8 James    |

| Arbitri: | Joey Crawford Bill Kennedy Greg Willard |

|            |          |           |
| Pierce 23  | Punti    | 29 James  |
| Rondo 15   | Assist   | 6 Wade    |
| Garnett 14 | Rimbalzi | 17 Haslem |

| Arbitri: | Ron Garretson Monty McCutchen Derrick Stafford |

|                  |          |                |
| James 30         | Punti    | 26 Garnett     |
| Chalmers, Wade 3 | Assist   | 13 Rajon Rondo |
| Haslem 14        | Rimbalzi | 11 Garnett     |

| Arbitri: | Tony Brothers Dan Crawford Tom Washington |

|          |          |          |
| Rondo 21 | Punti    | 45 James |
| Rondo 10 | Assist   | 5 James  |
| Bass 7   | Rimbalzi | 15 James |

| Arbitri: | Joey Crawford Mike Callahan Scott Foster |

|            |          |           |
| James 31   | Punti    | 19 Pierce |
| James 12   | Assist   | 10 Rondo  |
| Chalmers 7 | Rimbalzi | 14 Rondo  |

## Risultati
- Primi nella Atlantic Division.

## Statistiche giocatori
| Giocatore           | GP | GS | MPG  | FGM  | 3FGM | FTM  | RPG | APG  | SPG | BPG | PPG  |
| ------------------- | -- | -- | ---- | ---- | ---- | ---- | --- | ---- | --- | --- | ---- |
| Ray Allen           | 46 | 42 | 34,0 | 45,8 | 45,3 | 91,5 | 3,1 | 2,4  | 1,1 | 0,2 | 14,2 |
| Brandon Bass        | 59 | 39 | 31,7 | 47,9 |      | 81,0 | 6,2 | 0,9  | 0,6 | 0,9 | 12,5 |
| Avery Bradley       | 64 | 28 | 21,4 | 49,8 | 40,7 | 79,5 | 1,8 | 1,4  | 0,7 | 0,2 | 7,6  |
| Marquis Daniels     | 38 | 0  | 12,7 | 36,4 | 0,0  | 73,9 | 1,7 | 1,2  | 0,6 | 0,2 | 3,2  |
| Keyon Dooling       | 46 | 2  | 14,4 | 40,5 | 33,3 | 74,2 | 0,8 | 1,1  | 0,3 | 0,0 | 4,0  |
| Kevin Garnett       | 60 | 60 | 31,1 | 50,3 | 33,3 | 85,7 | 8,2 | 2,9  | 0,9 | 1,0 | 15,8 |
| Ryan Hollins        | 15 | 1  | 10,7 | 64,3 |      | 30,0 | 1,7 | 0,2  | 0,1 | 0,3 | 2,8  |
| JaJuan Johnson      | 36 | 0  | 8,3  | 44,6 |      | 66,7 | 1,6 | 0,2  | 0,1 | 0,4 | 3,2  |
| E'Twaun Moore       | 38 | 0  | 8,7  | 38,1 | 37,8 | 100  | 0,9 | 0,9  | 0,3 | 0,1 | 2,9  |
| Jermaine O'Neal     | 25 | 24 | 22,8 | 43,3 |      | 67,7 | 5,4 | 0,4  | 0,3 | 1,7 | 5,0  |
| Aleksandar Pavlović | 45 | 7  | 11,7 | 39,1 | 29,3 | 37,5 | 1,6 | 0,4  | 0,4 | 0,3 | 2,7  |
| Paul Pierce         | 61 | 61 | 34,0 | 44,3 | 36,6 | 85,2 | 5,2 | 4,5  | 1,1 | 0,4 | 19,4 |
| Mickaël Piétrus     | 42 | 6  | 21,9 | 38,5 | 33,5 | 64,5 | 3,1 | 0,6  | 0,5 | 0,2 | 6,9  |
| Rajon Rondo         | 53 | 53 | 36.9 | .448 | .238 | .597 | 4.8 | 11.7 | 1.8 | .1  | 11.9 |
| Greg Stiemsma       | 55 | 3  | 13,9 | 54,5 |      | 70,7 | 3,2 | 0,5  | 0,7 | 1,5 | 2,9  |
| Chris Wilcox        | 28 | 4  | 17,2 | 59,8 |      | 61,5 | 4,4 | 0,4  | 0,4 | 0,3 | 5,4  |
| Sean Williams       | 3  | 0  | 14,0 | 33,3 |      | 100  | 4,0 | 1,0  | 1,0 | 1,0 | 3,7  |

1. 1 2 3 4  Statistiche con i Boston Celtics.